# Anthology (álbum de The Supremes)
Anthology también conocido como Anthologyː The Best of Supremes (Antologíaː Lo mejor de The Supremes en Español) es un álbum recopilatorio del grupo estadounidense The Supremes. El álbum recoge material grabado en la considerada época dorada del grupo, cuando Diana Ross pertenecía al trío femenino.
El álbum alcanzó el puesto 24 en la Billboard's "Black Albums" y el 66 en el Pop Albums. El éxito que cosechó el álbum fue tal que Motown lanzó 3 reediciones del disco con nombres similares, en 1985, 1995 y 2001.
De acuerdo con Motown, las dos primeras ediciones combinadas vendieron 1.100.000 copias en los Estados Unidos, mientras que la segunda reedición sólo vendió 125.000 copias. La cuarta edición del 2001 sólo vendió 75.000 copias en los Estados Unidos.
En el 2020 el álbum fue posicionado en el puesto 452 de la lista de los 500 mejores álbumes de todos los tiempos de la revista Rolling Stone.